# U.S. Venafro
Unione Sportiva Venafro là một câu lạc bộ bóng đá Ý đến từ Venafro, Molise.
Venafro không tham gia Serie D 2011-12 và xuống hạng Eccellenza Molise.
Đội có màu đen và trắng.